# 戈什夫 (奧夫魯奇區)
51°14′21″N 28°42′50″E / 51.23917°N 28.71389°E
戈什夫（烏克蘭語：Гошів），是烏克蘭北部的村莊，隸屬日托米爾州的科羅斯滕區。該村面積13.71平方公里，海拔高度152米，2001年人口767，人口密度每平方公里55.94人。